# 小行星4017
小行星4017（4017 Disneya）是一颗绕太阳运转的小行星，为主小行星带小行星。该小行星于1980年2月21日发现。

## 轨道参数
小行星4017的轨道半长轴为2.5862949 UA，离心率为0.098。